# Kickstarter
Kickstarter (początkowo KickStartr) – anglojęzyczna crowdfundingowa strona internetowa, na której przeprowadzane są zbiórki pieniędzy w celu sfinansowania różnorodnych projektów z wielu dziedzin życia. Finansowane są tam projekty takie jak filmy, animacje, gry komputerowe, karciane, planszowe, komiksy, albumy muzyczne, a także projekty związane ze sztuką, modą, fotografią, publicystyką, teatrem, tańcem, jedzeniem oraz nowoczesnymi technologiami.
| Lp. | Zebrano (USD) | Nazwa projektu                                              | Autor                    | Kategoria       | % sfinansowania | Liczba sponsorów | Data zakończenia | Strona projektu |
| --- | ------------- | ----------------------------------------------------------- | ------------------------ | --------------- | --------------- | ---------------- | ---------------- | --------------- |
| 1   | 20 338 986    | Pebble Time – Awesome Smartwatch, No Compromises            | Pebble Technology        | design          | 4 067           | 78 471           | 2015-03-27       |                 |
| 2   | 13 285 226    | Coolest Cooler: 21st Century Cooler that's Actually Cooler  | Ryan Grepper             | design          | 26,570          | 62 642           | 2014-08-30       |                 |
| 3   | 12 779 843    | Pebble 2, Time 2 + All-New Pebble Core                      | Pebble Technology        | design          | 1 277           | 66 673           | 2016-06-30       |                 |
| 4   | 12 393 139    | Kingdom Death: Monster 1.5                                  | Kingdom Death/Adam Poots | gry planszowe   | 12 393          | 19 264           | 2017-01-07       |                 |
| 5   | 11 385 449    | Critical Role: The Legend of Vox Machina Animated Special   | Critical Role            | film            | 1 518           | 88 887           | 2019-04-19       |                 |
| 6   | 10 266 845    | Pebble: E-Paper Watch for iPhone and Android                | Pebble Technology        | design          | 10 266          | 68 929           | 2012-05-18       |                 |
| 7   | 9 192 055     | The World's Best Travel Jacket with 15 Features \|\| BAUBAX | BAUBAX LLC               | design          | 45 960          | 44 949           | 2015-09-03       |                 |
| 8   | 8 782 571     | Exploding Kittens                                           | Elan Lee                 | gry karciane    | 87 825          | 219 382          | 2015-02-20       |                 |
| 9   | 8 596 474     | OUYA: A New Kind of Video Game Console                      | Ouya Inc.                | konsole do gier | 904             | 63 416           | 2012-08-09       |                 |
| 10  | 7 072 757     | THE 7th CONTINENT – What Goes Up, Must Come Down            | Serious Poulp            | gry planszowe   | 17 681          | 43 733           | 2017-10-19       |                 |